# Malibu Shores
Malibu Shores was een tienerdrama uit 1996 die werd geproduceerd door Aaron Spelling. De serie speelt zich af in Malibu en gaat over een groep tieners en klasgenoten uit de bovenlaag en middenklasse die te maken hebben met alledaagse problemen.

## Cast
| Karakter        | Acteur             | Aantal afleveringen |
| --------------- | ------------------ | ------------------- |
| Chloe Walker    | Keri Russell       | 10                  |
| Zack Morrison   | Tony Lucca         | 10                  |
| Teddy Delacourt | Christian Campbell | 10                  |
| Nina Gerard     | Katie Wright       | 10                  |
| Josh Walker     | Greg Vaughan       | 10                  |
| Kacey Martinez  | Tia Texada         | 10                  |
| Ashley Green    | Charisma Carpenter | 10                  |
| Benny           | Jacob Vargas       | 10                  |
| Flipper Gage    | Randy Spelling     | 10                  |
| Walter Jones    | Michael Hammon     | 10                  |
| Bree            | Susan Ward         | 10                  |
| Julie Tate      | Essence Atkins     | 10                  |
| Marc Delacourt  | Ian Ogilvy         | 10                  |
| Suki Walker     | Michelle Phillips  | 10                  |
| Seth            | Barry Watson       | 5                   |

## Afleveringen
1. "Pilot (deel 1 & 2)" (9 maart 1996) - Tieners uit Malibu kunnen niet goed opschieten met hun rivalen uit de San Fernando Valley. Ashley viert haar verjaardag met een wilde feest, waar Chloe en Zack elkaar ontmoeten. Chloe is een rijke tiener uit Malibu, terwijl hij uit een arbeidersgezin van de vallei komt. Chloe's broer krijgt ruzie met een van Zacks vrienden, waarbij beiden worden gearresteerd. Ondertussen dagen Ashley en haar vrienden Julie en Bree Nina uit om met Chloe's broer naar bed te gaan. Nina wil er dolgraag bijhoren en doet wat haar gevraagd wordt. Hiermee breekt ze een belofte aan Chloe. De volgende dag krijgt Zack te horen dat hij beter terecht is bij zijn oudere zus en wordt Josh verwijderd van het schoolteam. Chloe's vriend Teddy sticht een brand in zijn eigen huis en geeft de schuld aan Zack. Aan het einde vindt er een ernstige aardbeving plaats waarbij de middelbare school in de vallei verwoest wordt. Hierdoor moeten al die scholieren tijdelijk overgeplaatst worden naar de school in Malibu en worden alle rivalen met elkaar geconfronteerd.
2. "New Kids in Town" (16 maart 1996) - De tieners hebben moeite met het accepteren dat twee aparte scholen nu les hebben op één locatie. Teddy probeert de school te vermijden, omdat hij er nu bekendstaat als een brandstichter. Zack wordt gevraagd om te participeren aan een speciale klas Engels voor gevorderden. Kacey wordt constant lastiggevallen door de populaire tieners op school omdat ze niet zo dun is als hen. Het gaat zelfs zover dat ze overweegt om de school te verlaten. Ondertussen wordt Flipper bezocht door zijn broer Sandy (Brian Austin Green), die onlangs is vrijgelaten van de gevangenis. Zack zou eigenlijk dineren bij Chloe, maar besluit de avond met Kacey door te brengen als hij haar in emotionele staat aantreft. Het resultaat hiervan is dat hij een slechte indruk bij Chloe's moeder achterlaat. Aan het einde besluit Josh een feest te geven als zijn ouders uit de stad zijn.
3. "Against the Wall" (23 maart 1996) - Chloe wordt aangerand door haar kunstleraar. Josh vermoedt dat Nina en Teddy op elkaar verliefd zijn. Ze spelen elkaars geliefden in het opkomend toneelstuk. Flipper is druk bezig met het verzamelen van verhalen voor een schrijfopdracht, terwijl de buren Marc en Suki zich steeds meer tot elkaar aangetrokken voelen.
4. "The Lie" (30 maart 1996) - Josh en Chloe's vader Jack Walker (Gregg Henry) besluit de familie een bezoekje te brengen. Als de spanningen in huis duidelijk oplopen, besluiten Josh en Chloe alle regels te breken. Josh drinkt totdat hij bijna buiten bewustzijn is, terwijl Chloe een poging doet ontmaagd te worden. Ondertussen vreest Nina ervoor zwanger te zijn en verstoppen de vrienden van Zack een verborgen camera in de kleedkamer van de meiden. Kacey besluit terug te keren naar school.
5. "Cheating Hearts" (6 april 1996) - Zack heeft moeite om de gevorderde klas Engels bij te houden. Als Nina tijdelijk uit de stad is, voelen Josh en Chloe de drang om met andere mensen om te gaan. Ashley begint met Josh te flirten, terwijl Flipper er alles aan doet om aandacht te krijgen. Kacey en haar gezin worden op straat gezet, maar ze heeft niet de moed om dit te vertellen aan het vrienden. Haar moeder krijgt een baan als huishoudster en mag met haar kinderen tijdelijk intrekken in de garage van de familie Walker.
6. "The Competitive Edge" (13 april 1996) - Zack en Chloe moeten het tegen elkaar opnemen om klassenpresident te worden. Ashley overweegt te stoppen met atletiek, omdat ze zo veel mogelijk tijd wil doorbrengen met haar vrienden. Haar moeder (Leigh Taylor-Young) staat het echter niet toe dat haar dochter stopt met de sport. Ondertussen gaan Josh en Nina uit elkaar en vindt hij zijn troost bij een oudere vrouw, Jill (Tori Spelling). Bree en Teddy voelen zich steeds meer tot elkaar aangetrokken en ook Kacey en Seth vallen voor elkaar. Kacey krijgt te maken met nog een tegenslag als Seth tegen iedereen liegt dat hij met haar naar bed is geweest.
7. "The Road Not Taken" (20 april 1996) - Michael 'Mouse' begint steeds meer om te gaan met de vrienden van zijn broer, die allen connecties hebben met gangsters. Hij wordt gebruikt als lokaas bij een overval. Josh en Nina proberen een date te regelen voor Teddy voor het concert van Edwin McCain. Flipper regelt backstagepassen, maar Ashley gelooft hem niet en denkt dat hij valse beloftes maakt.
8. "Hotline" (25 mei 1996) - Zack krijgt een baan bij een hulplijn voor tieners in nood. Hij is verrast als hij een telefoontje krijgt van Chloe, die aan hem opbiecht dat ze boulimie heeft. Nina kan haar geluk niet op als ze een date regelt met een hogere klasser, maar dit pakt niet goed voor haar uit. Flipper probeert zijn band met Ashley te versterken door voor haar een date met Josh te regelen.
9. "The Fall" (1 juni 1996) - Als Zack wordt betrapt met een krat bier, besluit Suki dat hij niet geschikt is om met haar dochter Chloe om te gaan. De oudere klasser waar Nina mee omgaat creëert de illusie dat Zack en Teddy schuldig zijn aan moord. Ondertussen heeft Chloe het niet naar haar zin in het ziekenhuis, waar ze behandeld wordt voor haar boulimie. Ze doet uiteindelijk een poging om te ontsnappen en rent weg met Zack.